# Prêmio Jabuti - Juvenil
Juvenil é uma das categorias do Prêmio Jabuti, tradicional prêmio brasileiro de literatura que é realizado desde 1959.

## História
A categoria "Literatura Juvenil" foi criada já na primeira edição do Prêmio Jabuti, em 1959. Seu objetivo é premiar autores de livros juvenis publicados no ano anterior ao da cerimônia. A primeira vencedora foi Isa Silveira Leal, com o livro Glorinha.
Em 1993, as categorias "Literatura Infantil" e "Literatura Juvenil" foram fundidas em uma única categoria chamada "Livro Infantil ou Juvenil". Apenas em 2005 voltaram a existir categorias independentes, agora chamadas apenas de "Infantil" e "Juvenil". Em 2018, como parte de uma série de mudanças na Prêmio Jabuti, as categorias foram novamente fundidas em "Infantil e Juvenil", o que foi alvo de fortes críticas que levaram à renúncia do então curador do prêmio e ao retorno das duas categorias separadas no ano seguinte.
Até 1992, havia apenas um vencedor por categoria. Em 1993 e 1994, foram definidos até cinco vencedores em cada categoria. A partir de 1995, os três primeiros colocados passaram a ser considerados vencedores (as exceções foram de 2002 a 2005, quando o segundo e o terceiros colocados receberam o prêmio como "menção honrosa"). A partir de 2018, apenas o primeiro colocado voltou a ser considerado vencedor da categoria.

## Vencedores
A categoria "Juvenil" não foi concedida algumas em algumas edições (além daquelas em que esteve fundida com a categoria "Infantil").
| Ano  | Vencedor(a)                                | Vencedor(a)                                | Obra                                                               | Editora                                  | Outros finalistas | Nota(s)       |
| ---- | ------------------------------------------ | ------------------------------------------ | ------------------------------------------------------------------ | ---------------------------------------- | --- | ------------- |
| 1959 | Isa Silveira Leal                          | Isa Silveira Leal                          | Glorinha                                                           |                                          | | [ 9 ]         |
| 1962 | Isa Silveira Leal                          | Isa Silveira Leal                          | Único Amor de Ana Maria                                            |                                          | | [ 10 ]        |
| 1968 | Lucia Machado de Almeida                   | Lucia Machado de Almeida                   | Xisto no Espaço                                                    | Ática                                    | | [ 11 ]        |
| 1969 | Isa Silveira Leal                          | Isa Silveira Leal                          | O Menino dos Palmares                                              | Brasiliense                              | | [ 12 ]        |
| 1972 | Lucilia Junqueira de Almeida Prado         | Lucilia Junqueira de Almeida Prado         | Uma Rua Como Aquela                                                | Planeta                                  | | [ 13 ]        |
| 1980 | Haroldo Bruno                              | Haroldo Bruno                              | O Misterioso Rapto da Flor de Sereno                               | Salamandra                               | | [ 14 ]        |
| 1981 | Carlos Moraes                              | Carlos Moraes                              | A Vingança do Timão                                                | FTD                                      | | [ 15 ] [ 16 ] |
| 1982 | João Carlos Marinho                        | João Carlos Marinho                        | Sangue Fresco                                                      | Global Editora                           | | [ 17 ]        |
| 1983 | Bartolomeu Campos de Queirós               | Bartolomeu Campos de Queirós               | Ciganos                                                            | Global Editora                           | | [ 18 ]        |
| 1984 | Jane Tutikian                              | Jane Tutikian                              | A Cor Azul                                                         | Atual                                    | | [ 19 ]        |
| 1985 | Giselda Laporta Nicolelis e Ganymedes José | Giselda Laporta Nicolelis e Ganymedes José | Awankana                                                           | Saraiva                                  | | [ 20 ]        |
| 1986 | Mustafa Yazbek                             | Mustafa Yazbek                             | A Morte na Selva                                                   | Anglo/Atual                              | | [ 21 ]        |
| 1989 | Vivina de Assis Viana                      | Vivina de Assis Viana                      | O Mundo é para ser Voado                                           | Scipione                                 | | [ 23 ]        |
| 1990 | Ilka Brunhilde Laurito                     | Ilka Brunhilde Laurito                     | A Menina que Fez a América                                         | Quinteto                                 | | [ 24 ]        |
| 1991 | Ricardo Azevedo                            | Ricardo Azevedo                            | Maria Gomes                                                        | Scipione                                 | | [ 25 ]        |
| 1992 | Stella Carr                                | Stella Carr                                | Acordar ou Morrer                                                  | Moderna                                  | | [ 26 ]        |
| 2005 | 1º                                         | Sérgio Capparelli                          | O Duelo do Batman Contra a MTV                                     | L&PM                                     | | [ 27 ]        |
| 2005 | 2º                                         | Márcia Kupstas                             | Eles Não São Anjos Como Eu                                         | Moderna                                  | | [ 27 ]        |
| 2005 | 2º                                         | Bartolomeu Campos de Queirós               | O Olho de Vidro do meu Avô                                         | Moderna                                  | | [ 27 ]        |
| 2005 | 3º                                         | Nelson Cruz                                | No Longe dos Gerais                                                | Cosac Naify                              | | [ 27 ]        |
| 2006 | 1º                                         | Jorge Miguel Marinho                       | Lis no Peito – Um Livro Que Pede Perdão                            | Editora Biruta                           | | [ 28 ]        |
| 2006 | 2º                                         | Paula Mastroberti                          | Heroísmo de Quixote                                                | Rocco                                    | | [ 28 ]        |
| 2006 | 3º                                         | Milu Leite                                 | O Dia Em Que Felipe Sumiu                                          | Cosac Naify                              | | [ 28 ]        |
| 2007 | 1º                                         | Leonardo Brasiliense                       | Adeus Conto de Fadas                                               | Viveiros de Castro Editora               | | [ 29 ]        |
| 2007 | 2º                                         | Moacyr Scliar                              | Ciumento de Carteirinha                                            | Editora Ática                            | | [ 29 ]        |
| 2007 | 3º                                         | Laura Bergallo                             | Alice no Espelho                                                   | Sm Edições                               | | [ 29 ]        |
| 2007 | 3º                                         | Jorge Viveiros de Castro                   | O Melhor Time do Mundo                                             | Cosac Naify                              | | [ 29 ]        |
| 2008 | 1º                                         | Joel Rufino dos Santos                     | O Barbeiro e o judeu da prestação contra o Sargento da Motocicleta | Moderna                                  | | [ 30 ]        |
| 2008 | 2º                                         | Silvana de Menezes                         | Tão Longe ... Tão Perto                                            | Editora Lê                               | | [ 30 ]        |
| 2008 | 3º                                         | Domingos Pellegrini                        | Mestres da Paixão – Aprendendo com quem ama o que faz              | Moderna                                  | | [ 30 ]        |
| 2009 | 1º                                         | Rodrigo Lacerda                            | O fazedor de velhos                                                | Cosac Naify                              | | [ 31 ]        |
| 2009 | 2º                                         | Heloisa Prieto                             | Cidade dos Deitados                                                | Cosac Naify e Sesc São Paulo             | | [ 31 ]        |
| 2009 | 3º                                         | Flávio Carneiro                            | A distância das coisas                                             | Sm Edições                               | | [ 31 ]        |
| 2010 | 1º                                         | Ondjaki                                    | Avó Dezanove E O Segredo Do Soviético                              | Companhia das Letras                     | | [ 32 ]        |
| 2010 | 2º                                         | Ângela Lago                                | Marginal à Esquerda                                                | Editora Rhj                              | | [ 32 ]        |
| 2010 | 3º                                         | Luiz Vilela                                | Sofia e outros contos                                              | Editora Saraiva                          | | [ 32 ]        |
| 2011 | 1º                                         | Marina Colasanti                           | Antes de virar gigante e outras histórias                          | Editora Ática                            | | [ 33 ]        |
| 2011 | 2º                                         | Álvaro Cardoso Gomes                       | O Poeta que Fingia                                                 | Editora Ática                            | | [ 33 ]        |
| 2011 | 3º                                         | Nilma Lacerda                              | Sortes de Villamor                                                 | Editora Ática                            | | [ 33 ]        |
| 2012 | 1º                                         | Stella Maris Rezende                       | A mocinha do Mercado Central                                       | Globo                                    | | [ 34 ]        |
| 2012 | 2º                                         | Stella Maris Rezende                       | A guardiã dos segredos de família                                  | Edições SM                               | | [ 34 ]        |
| 2012 | 3º                                         | Marcos Bagno                               | As memórias de Eugênia                                             | Positivo Soluções Didáticas              | | [ 34 ]        |
| 2013 | 1º                                         | Aldri Anunciação                           | Namíbia, Não!                                                      | Editora da Universidade Federal da Bahia | | [ 35 ]        |
| 2013 | 2º                                         | Luiz Antonio Aguiar                        | Os Anjos Contam Histórias                                          | Editora Melhoramentos                    | | [ 35 ]        |
| 2013 | 3º                                         | Maria Valeria Rezende                      | Ouro Dentro da Cabeça                                              | Autêntica                                | | [ 35 ]        |
| 2014 | 1º                                         | Ricardo Azevedo                            | Fragosas Brenhas do Mataréu                                        | Editora Ática                            | | [ 36 ]        |
| 2014 | 2º                                         | Stella Maris Rezende                       | As Gêmeas da Família                                               | Globo                                    | | [ 36 ]        |
| 2014 | 3º                                         | Ondjaki                                    | Uma Escuridão Bonita                                               | Pallas Editora                           | | [ 36 ]        |
| 2015 | 1º                                         | Mario Teixeira                             | A Linha Negra                                                      | Scipione                                 | | [ 37 ]        |
| 2015 | 2º                                         | Ignácio de Loyola Brandão                  | Os Olhos Cegos dos Cavalos Loucos                                  | Moderna                                  | | [ 37 ]        |
| 2015 | 3º                                         | Álvaro Cardoso Gomes                       | Memórias Quase Póstumas de Machado de Assis                        | FTD Educação                             | | [ 37 ]        |
| 2016 | 1º                                         | Judith Nogueira                            | O Labatruz e Outras Desventuras                                    | Quatro Cantos                            | | [ 38 ]        |
| 2016 | 2º                                         | Fábio Monteiro                             | Cartas a Povos Distantes                                           | Paulinas                                 | | [ 38 ]        |
| 2016 | 3º                                         | Rosana Rios                                | Iluminuras                                                         | Lê Editora                               | | [ 38 ]        |
| 2017 | 1º                                         | José Guimarães Castello Branco             | Dentro de Mim Ninguém Entra                                        | Berlendis & Vertechia                    | | [ 39 ]        |
| 2017 | 2º                                         | Daniel Munduruku                           | Vozes Ancestrais                                                   | FTD Educação                             | | [ 39 ]        |
| 2017 | 3º                                         | Susana Ventura                             | O Caderno da Avó Clara                                             | Sesi-Sp Editora                          | | [ 39 ]        |
| 2019 | Lucia Hiratsuka                            | Lucia Hiratsuka                            | Histórias guardadas pelo rio                                       | Edições SM                               | - 80 degraus (Luís Dill / editora Palavras) - A coisa brutamontes (Renata Penzani / editora Companhia de Pernambuco) - A grande assembleia dos bichos pestilentos e peçonhentos (Ivan Jaf / editora Trioleca) - Antonino Peregrino (Osvaldo Costa Martins / independente) - As novas aventuras de Guaracy (Paulo Virgilio D'Auria / editora XXX) - Clarice (Roger Mello / editora Global) - Horas Mortas (Antônio Schimeneck / editora Ama Livros) - O Cão e o Curumin (Cristino Wapichana / editora Melhoramentos) - O dia em que a minha vida mudou por causa de um pneu furado em Santa Rita do Passa Quatro (Keka Reis / editora Seguinte/Companhia das Letras) | [ 40 ] [ 41 ] |
| 2020 | Leonardo Chalub                            | Leonardo Chalub                            | Palmares de Zumbi                                                  | Edições Nemo                             | | [ 42 ]        |
| 2021 | Amma Fonseca Angélica Kalil                | Amma Fonseca Angélica Kalil                | Amigas que se encontraram na história                              | Quintal Edições                          | | [ 43 ]        |
| 2022 | Ana Elisa Ribeiro                          | Ana Elisa Ribeiro                          | Romieta e Julieu                                                   | Editora Rhj                              | | [ 44 ]        |